# Acanthephyra brevicarinata
Acanthephyra brevicarinata is een garnalensoort uit de familie van de Acanthephyridae. De wetenschappelijke naam van de soort is voor het eerst geldig gepubliceerd in 1984 door Hanamura.